# 디지털 컴뱃 시뮬레이터
Digital Combat Simulator World(DCS World)는 Eagle Dynamics와 The Fighter Collection에서 개발한 전투 시뮬레이터이다.
기본적으로 Su-25 및 P-51D의 비무장 훈련기 변형인 TF-51D를 준다. 또 여러 다운로드, 모듈를 통해 맵, 비행기, 기타를 더 확장 할 수 있다. 게임내 캠페인은 미션이다. 캠페인과 모듈은 플레이어 또는 게임사에서 개발한다.

## 플레이
DCS World는 많은 수의 개별 게임 출시를 피하기 위해 "모듈"(Eagle Dynamics 또는 타사에서 제작)을 지원하는 통합 플랫폼 역할을 한다. 이를 통해 사용자는 선택할 수 있는 모든 항공기를 사용하지 않고도 멀티 플레이어 서버에 참여하거나 항공기를 더 빠르게 전환 할 수 있다. 또한 게임의 모듈성은 타사 개발자가 플랫폼용으로 개발하여 콘텐츠와 인기를 높일 수 있도록 한다.
게임 플레이는 여러 스토리 중심 캠페인 또는 사용자가 만든 임무에서 공중전, 지상 공격 또는 적 유닛과의 기계화 전쟁 에 참여하는 플레이어로 구성된다. 임무와 캠페인은 플레이어가 여러 항공기와 헬리콥터를 조종 할 수 있는 여러 설정과 기간에 걸쳐 진행된다. 이 게임은 공기 역학, 항공기 손상에 대한 정교한 시뮬레이션을 특징으로 하며 기본 날씨 패턴을 지원한다. 또한 플레이어는 리플레이 시스템을 통해 임무 수행을 검토 할 수 있다.